# Thomas Holm (illustratör)
Thomas Alvar Holm, född 15 augusti 1961 i Malmö, är en svensk illustratör, serietecknare, animatör och dataspelsdesigner.

## Verksamhet

### Skivomslag
Thomas Holm har sedan 1980-talet målat en mängd skivomslag, för bland annat Mercyful Fate och King Diamond.

### Bamse
Holm är publicerad i serietidningen Bamse sedan 1993. Han ingick i Bamsetidningens redaktion under 1990-talet. Där utförde han omslag och illustrationer samt granskade frilanstecknares alster. Under 2010-talet har han förutom att teckna Bamseserier också arbetat med biofilmerna om Bamse samt nya Bamses värld på Kolmårdens djurpark.

### Disney
Holm har, i likhet med flera av sina Bamse-kollegor, även tecknat disneymotiv. Han låg bakom omslaget till Kalle Anka & Co nummer 10/1994.

### Övrigt
Thomas Holm var tidigare lärare på Serieskolan i Malmö där han undervisade i bland annat layout, bildkomposition, perspektiv, bakgrunder och design.

## Filmografi
- 1984 – Ronja Rövardotter (specialeffekter)
- 1989 – Resan till Melonia
- 1991 – Kalle Stropp och Grodan Boll på svindlande äventyr
- 2004 – Nasse[10] (bakgrunder)
- 2013 – Bamse och tjuvstaden
- 2016 – Bamse och häxans dotter
- 2018 – Bamse och dunderklockan

Holm har även varit involverad i en film och/eller tv-produktion vid namn School of vampires.